# گروه زبیر
گروه زبیر (به عربی: مجموعة جزر الزبیر) یک کوه، جزیره آتشفشانی و آتشفشان در یمن است که در یمن واقع شده‌است. گروه زبیر ۱۹۱ متر بالاتر از سطح دریا واقع شده‌است.